# Philosepedon longistylus
Philosepedon longistylus är en tvåvingeart som beskrevs av Quate 1996. Philosepedon longistylus ingår i släktet Philosepedon och familjen fjärilsmyggor.
Artens utbredningsområde är Costa Rica. Inga underarter finns listade i Catalogue of Life.